# Vít Přindiš
Vít Přindiš (Šternberk, Checoslovaquia, 14 de abril de 1989) es un deportista checo que compite en piragüismo en la modalidad de eslalon.
Ganó siete medallas en el Campeonato Mundial de Piragüismo en Eslalon entre los años 2014 y 2023, y quince medallas en el Campeonato Europeo de Piragüismo en Eslalon entre los años 2013 y 2024.
En los Juegos Europeos de Cracovia 2023 consiguió una medalla de bronce en la prueba de K1 cross.

## Palmarés internacional
| Campeonato Mundial | Campeonato Mundial             | Campeonato Mundial | Campeonato Mundial  |
| Año                | Lugar                          | Medalla            | Competición         |
| ------------------ | ------------------------------ | ------------------ | ------------------- |
| 2014               | Deep Creek (Estados Unidos)    | Medalla de plata   | K1 por equipos      |
| 2017               | Pau (Francia)                  | Medalla de oro     | K1 por equipos      |
| 2017               | Pau (Francia)                  | Medalla de plata   | K1 individual       |
| 2018               | Río de Janeiro (Brasil)        | Medalla de bronce  | K1 por equipos      |
| 2019               | Seo de Urgel (España)          | Medalla de plata   | K1 por equipos      |
| 2022               | Augsburgo (Alemania)           | Medalla de oro     | K1 individual       |
| 2023               | Londres (Reino Unido)          | Medalla de oro     | K1 por equipos      |
| Juegos Europeos    |                                |                    |                     |
| Año                | Lugar                          | Medalla            | Competición         |
| 2023               | Cracovia (Polonia)             | Medalla de bronce  | K1 cross            |
| Campeonato Europeo |                                |                    |                     |
| Año                | Lugar                          | Medalla            | Competición         |
| 2013               | Cracovia (Polonia)             | Medalla de oro     | K1 por equipos      |
| 2014               | Viena (Austria)                | Medalla de plata   | K1 individual       |
| 2016               | Liptovský Mikuláš (Eslovaquia) | Medalla de oro     | K1 por equipos      |
| 2017               | Tacen (Eslovenia)              | Medalla de oro     | K1 por equipos      |
| 2018               | Praga (República Checa)        | Medalla de oro     | K1 por equipos      |
| 2018               | Praga (República Checa)        | Medalla de plata   | K1 individual       |
| 2019               | Pau (Francia)                  | Medalla de oro     | K1 individual       |
| 2019               | Pau (Francia)                  | Medalla de oro     | K1 por equipos      |
| 2020               | Praga (República Checa)        | Medalla de plata   | K1 por equipos      |
| 2021               | Ivrea (Italia)                 | Medalla de oro     | K1 individual       |
| 2021               | Ivrea (Italia)                 | Medalla de oro     | K1 por equipos      |
| 2021               | Ivrea (Italia)                 | Medalla de oro     | K1 extremo          |
| 2022               | Liptovský Mikuláš (Eslovaquia) | Medalla de oro     | K1 por equipos      |
| 2024               | Tacen (Eslovenia)              | Medalla de oro     | K1 cross individual |
| 2024               | Tacen (Eslovenia)              | Medalla de oro     | K1 por equipos      |